# Conus litoglyphus
Conus litoglyphus là một loài ốc biển săn mồi, là động vật thân mềm chân bụng sống ở biển, more popularly được gọi là a cone snail, cone shell hoặc cone. Đây là một loài sống ởhải vực Ấn Độ Dương-Thái Bình Dương.

## Miêu tả
The shell is small and dark brown in color with cream banding.

## Hình ảnh

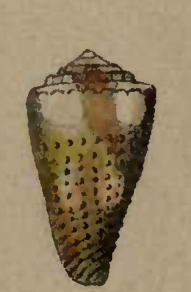
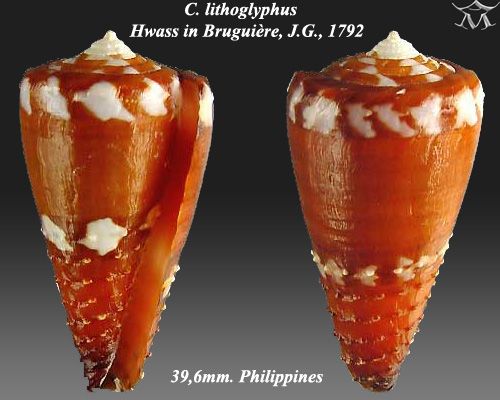
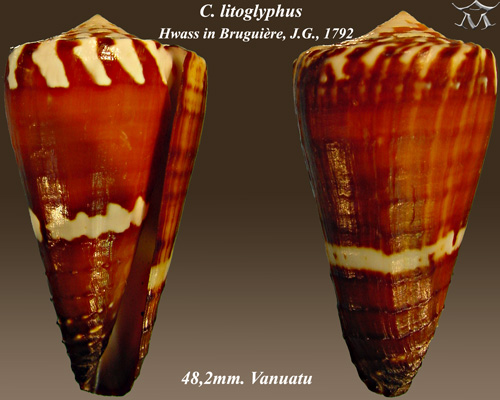
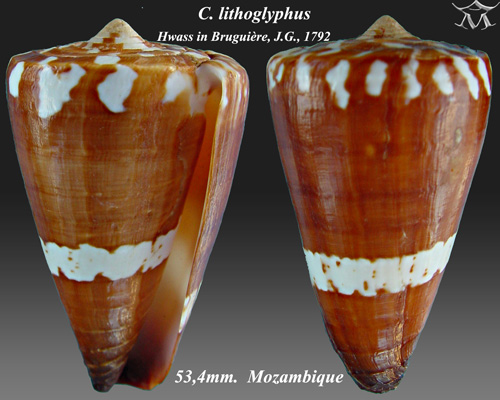